# Mustafa Merry
Mustafa Merry, (Nascido em Casablanca, 21 de abril de 1958), é um ex-futebolista marroquino que atuava como atacante.

## Carreira
Merry fez parte do elenco da segunda partição da Seleção Marroquina de Futebol na Copa do Mundo de 1986. 